# American Basketball Association (2000)
La American Basketball Association è una lega semiprofessionistica di pallacanestro nordamericana, omonima dell'ABA degli anni settanta.
Fu creata nel 1999 e nonostante i problemi finanziari è ancora attiva benché la sua importanza sia via via scemata a favore della NBA Development League e di altre leghe che si sono moltiplicate nel continente.

## Storia
La Lega nacque nel 2000 con otto squadre.
All'inizio della prima stagione fallì un tentativo di fusione con la IBL al fine di organizzare un campionato comune.
Dopo due stagioni il campionato fu sospeso nel biennio 2002-03 sì da permetterne una riorganizzazione.
Una prima estensione si verificò all'inizio della stagione 2004-005, portando il totale delle squadre partecipanti a 37.
Diversi problemi tra i dirigenti della Lega e i vari proprietari portarono a una scissione nel 2007 e alla nascita della Premier Basketball League.
La stagione 2007-08 vide inoltre il fallimento di 20 club nelle prime cinque settimane, mentre altre si trasferirono in altri campionati: come conseguenza furono moltissime le partite cancellate, con l'interesse del pubblico sempre più ridotto.

## Albo d'oro
| Stagione | Campione            | Risultato            | Finalista               | Note   |
| -------- | ------------------- | -------------------- | ----------------------- | ------ |
| 2000-01  | Detroit Dogs        | 107-91               | Chicago Skyliners       | [ 3 ]  |
| 2001-02  | K.C. Knights        | 118-113              | So.Cal. Surf            | [ 4 ]  |
| 2003-04  | Long Beach Jam      | 126-123              | K.C. Knights            | [ 5 ]  |
| 2004-05  | Ark. RimRockers     | 118-103              | Bell. Blackhawks        | [ 6 ]  |
| 2005-06  | Rochester Razor.    | 117-114              | SoCal Legends           | [ 7 ]  |
| 2006-07  | Vermont F. Heaves   | 143-95               | Texas Tycoons           | [ 8 ]  |
| 2007-08  | Vermont F. Heaves   | 87-84                | San Diego Wildcats      | [ 9 ]  |
| 2008-09  | Kentucky Bisons     | 127-120              | Maywood Buzz            | [ 10 ] |
| 2009-10  | SE Texas Mavericks  | 96-99, 104-83, 85-76 | Kentucky Bisons         | [ 11 ] |
| 2010-11  | SE Texas Mavericks  | 114-97, 109-85       | Gulf Coast Flash        | [ 12 ] |
| 2011-12  | Jacksonville Giants | 106-101, 100-91      | South Carolina Warriors | [ 13 ] |
| 2012-13  | Jacksonville Giants | 85-84, 110-109       | N. Dallas Vandals       | [ 14 ] |
| 2013-14  | Shrev. Mavericks    | 136-127, 105-103     | Jacksonville Giants     | [ 15 ] |
| 2014-15  | Shrev. Mavericks    | 109-81, 116-91       | Miami Midnites          | [ 16 ] |
| 2015-16  | Jacksonville Giants | 92-80, 93-90         | Windy City Groove       | [ 17 ] |
| 2016–17  | Jacksonville Giants | 120-102              | Windy City Groove       | [ 18 ] |
| 2017-18  | Jacksonville Giants | 119-114              | Austin Bats             | [ 19 ] |
| 2018-19  | Jacksonville Giants | 116-112              | South Florida Gold      | [ 20 ] |